# Anel aromático simples
Anéis aromáticos simples, também conhecidos como arenos simples ou aromáticos simples, são compostos orgânicos aromáticos que consistem somente de um sistema anelar conjugado planar com nuvens de elétrons pi delocalizadas. Muitos anéis aromáticos simples têm nomes triviais. Eles são usualmente encontrados como substruturas de moléculas mais complexas ("aromáticos substituídos"). Compostos aromáticos simples típicos são o benzeno e o indol.
Anéis aromáticos simples podem ser heterocíclicos se eles contêm átomos não totalmente formados por carbono, por exemplo, átomos de oxigênio, nitrogênio, ou enxofre. Eles podem ser monocíclicos como no benzeno, bicíclicos como no naftaleno, ou policíclicos como no antraceno. Anéis aromáticos simples monocíclicos são usualmente anéis de cinco membros como o pirrol ou de seis membros, como a piridina. Aneis aromáticos fundidos consistem de anéismonocíclicos que dividem suas ligações.